# Poecilanthe ulei
Poecilanthe ulei là một loài thực vật có hoa trong họ Đậu. Loài này được (Harms) Arroyo & Rudd miêu tả khoa học đầu tiên.